# Damián de la Santa Díaz
Damián de la Santa Díaz (Iecla, 17 d'agost de 1769 - Madrid, 31 de març de 1835) va ser un polític espanyol.

## Biografia
Jurista liberal va ser secretari de la Secció de Gràcia i Justícia del Consell Suprem d'Espanya i Índies. Fou nomenat amb caràcter interí  ministre de Gràcia i Justícia entre juliol i agost de 1822. Fou elegit diputat per Múrcia a les Corts de 1813 i 1820-1822, i novament en 1834, durant la regència de Maria Cristina de Borbó-Dues Sicílies va ser Procurador del Regne.